# マルタのやさしい刺繍
『マルタのやさしい刺繍』（マルタのやさしいししゅう、原題：Die Herbstzeitlosen）は、2006年8月4日にスイスより公開されたコメディ映画。スイスのトループ村に住む80歳の老婦人の夢と希望を描く物語。2006年度スイス観客動員数第1位を獲得している。ベティナ・オベルリ監督・原案、シュテファニー・グラーザーが主演を担当する。シュテファニー・グラーザーはスイス映画賞主演女優賞にノミネートされた。
日本では2008年10月18日よりシネスイッチ銀座1館ほか全国順次公開。公開1週間にしてミニシアターランキング洋画部門で興行収入1位を獲得した。また、2009年4月3日にCCRE株式会社より日本語字幕付きDVD（CCRE-8825）が発売されている。初回生産分限定アウターケース仕様にして、日本版予告編や本国オリジナル予告編など映像特典を収録している。

## ストーリー
スイスのベルン州エメンタール地方にある小さな村・トループに暮らす老婦人マルタ・ヨーストは夫に先立たれて気力を失い、毎日を過ごしていた。マルタは、3人の友人（リージ、フリーダ、ハンニ）や息子・ヴァルターから心配されていた。近隣地域との合唱祭が1か月半後に行われる予定だが、地元合唱団の大事な旗が敗れていることが判明。合唱祭を仕切るハンニの息子・フリッツは「マルタは昔裁縫が得意だった」という噂を聞き、彼女に旗の新調を依頼する。数十年間のブランクがあるマルタは不安になるが、リージから励まされて引き受けることに。
3人の友人と首都・ベルンに訪れて旗用の生地を買ったマルタは、別の店のショーウィンドウの女性下着に目を奪われる。実はマルタは過去に女性下着の製作しており、彼女は若いころの夢だった、自分の刺繍（ししゅう）でデザインした下着店を開くことを思い出す。その話を聞いたリージたちは冗談交じりに「女性下着店を開いてみたら？」と軽い気持ちで告げる。だが裁縫への想いが湧き上がったマルタはレース生地を買って村に戻った後、雑貨店を閉業する。「女性下着店を出すのが夢だった」と語るマルタにリージは大賛成するが、フリーダとハンニは「村の笑いものになる」と否定的。
それでもマルタはリージに手伝ってもらいながら、自宅でこっそりと女性下着の製作に取り掛かる。一方老人ホーム暮らしのフリーダはある男性同居人との交流が始まり、ハンニは家庭内でフリッツから小言を言われるなどして日々が過ぎていく。合唱祭の3週間前にマルタのもとに現れたフリッツは、室内の女性下着を見て「いやらしい」と不快に感じたまま合唱団の旗を持って帰る。
地元議員であるフリッツは老人ホームで支持集めのスピーチを行うが、マルタを侮辱する発言をしてフリーダを怒らせる。村の男達の間で「マルタ婆さんが女性下着店を開くらしい」との噂が流れ、ヴァルターも母のことで男たちにからかわれる。開業したマルタの女性下着店に訪れたフリーダは「夢を実現させたのね」と褒め称えるが、直後に店前に訪れたハンニや他の女性の反応は冷ややかだった。
結局初日に下着を購入した客は一人だけで、マルタは「やっぱり閉鎖的なこの村では無理だったのかも」と弱音を吐く。しかしフリーダ、リージは「村の民族衣装の柄を下着に取り入れたら？」、「ネット通販もやってみたら？」と助言してマルタを励ます。翌日突然ヴァルターが店の営業を辞めさせようとするが、そこにハンニが現れ、和解したマルタたちと協力して彼を追い返して事なきを得る。保守的なトループの村人たちは、最初はマルタのことを「破廉恥だ」「いい歳をして」として白い目で見ていたが、次第に考えが変わっていく。
合唱祭まであと10日となった頃、フリーダがネットにマルタの商品として民族衣装柄の下着を掲載したところ、20件もの注文や問い合わせを受ける。下着の売れ行きは好調となってマルタのことが新聞で取り上げられるが、合唱祭を控えるフリッツにとっては面白くない。合唱祭当日、大勢の客を前にフリッツがスピーチをする中、突然壇上に上がったマルタは年寄りである自分が夢を叶えた喜びを語って客席から拍手喝采を浴びる。各合唱団の演目後、マルタはその場で即席の女性下着販売所を開くと、購入希望の女性たちの賑わう様子に、彼女は笑顔を見せるのだった。

## キャスト
役名、出演者名は主に下記外部リンク・KINENOTEや本編字幕より。
| 役名                           | 俳優                                |
| ------------------------------ | ----------------------------------- |
| マルタ・ヨースト               | シュテファニー・グラーザー          |
| リージ・ビーグラー             | ハイジ=マリア・グレスナー           |
| フリーダ・エッゲンシュワイラー | アンネマリー・デューリンガー        |
| ハンニ・ビエリ                 | モニカ・グブザー                    |
| ヴァルター・ヨースト           | ハンスペーター・ミュラー=ドロサート |
| ブレニ・ヨースト               | リリアン・ネーフ                    |
| シャーリー・ビーグラー         | モニカ・ニッゲラー                  |
| フリッツ・ビエリ               | マンフレート・リヒティ              |
| エルンスト・ビエリ             | ペーター・ヴィスブロート            |
| シルビア・ビエリ               | ルート・シュヴェグラー              |
| ナティ・ビエリ                 | ヴァレリー・ケラー                  |
| ハイリ・Kummer                 | アレックス・フライハート            |
| ロティ・Kummer                 | アリス・ブリュンガー                |
| Herr・ロースリ                 | ヴァルター・ルッフ                  |
| Guido・ブルンナー              | マティアス・ファンクハウザー        |
| Verkauyer Stoyyladen           | ウルス・ビーラー                    |
| Verkauyerin Lingeriegeschayt   | ラヘル・フーバッハー                |
| Herr Banziger                  | アンドレアス・マッティ              |
| Nicole                         | ニーナ・イゼリ                      |
| Sina                           | カタリーナ・テレー                  |

## 登場人物
マルタ・ヨースト
80歳のお婆さん。9か月前に夫を亡くしており、生前夫が営んでいた雑貨店兼自宅を引き継ぎ、そこで細々と働きながら一人で暮らしている。若い頃は裁縫が得意で、暮らしていた都市・ベルンで仕立て屋をしていた。しかし結婚を機に作中の村で暮らし始める前に夫の希望で女性下着の製作を辞め、ここ数十年は個人的な趣味としても裁縫をやってない。夫を亡くして以来、気分が沈んでおり、何事にもやる気が起こらない日々を過ごしている。布製品に関して物持ちが良く、自室には過去に手縫いしたレースの女性下着、息子・ヴァルターの洗礼式で買ったネクタイや、40年前に買った夫の服などを長年保管している。ベルンにいた頃は、「パリで下着の店を開きたい」という夢を持っていた。作中で開く女性下着店の名前は、「Petit Paris」。
フリーダ・エッゲンシュワイラー
マルタの友人。元社長夫人だが、老人ホームの職員であるブルンナーから未だに「社長夫人」と呼ばれていることを快く思ってない。現在は会員制の高級老人ホームで暮らしているが、制限がある生活に窮屈さを感じている。足が弱っていて歩行時は杖をついているが、普段から比較的上質な服を着ており、外出時はいつも帽子を被っている。自分の意見ははっきり主張するタイプ。マルタが女性下着の店をやりたいと言い出した時に「いい年をして今さら夢を追うの？」と否定的だったが、その後考えを改めて彼女の味方になる。
リージ・ビーグラー
マルタの友人。「女性下着の店を持ちたい」という夢を持つマルタの一番の理解者。高齢女性にしては、普段から明るいメイクや派手なファッションを好んで着ている。また、髪型は茶髪のロングボブにしているが、マルタが女性下着店を開く頃から黒髪と白髪が混じったショートヘアに変える。本人によると、「若い頃に好きだったジェフという男性を追って渡米した」とのことで、本人にとって“思い切った行動”として現在も誇りに思っている。作中の伝統を重んじる村人が多い中、「新しい文化を取り入れよう」という思いを持っているが、普段の派手な見た目もあって周りから「アメリカかぶれ」などと言われたり少々浮いた存在に思われている。アメリカ流のアップルパイを作るのが得意。女性下着を作り始めたマルタのために、試着役を務めるなど全面的に協力する。
ハンニ・ビエリ
マルタの友人。普段は自宅で主婦業をしながら、車椅子生活を送る夫の世話をしたり病院に付き添うなどしている。日常的に息子・フリッツから夫・エルンストの病院の送迎などを巡って文句を言われることに不満を持っている。自宅の農場で使用するトラクターは運転できるが、夫から反対されたため車の免許は持ってない。ある日フリッツから、「父さんを高齢者施設に入れた方がいい。お母さんはその世話をするために施設の近くに住んだら？」と告げられる。マルタの女性下着店の開業については否定的で、「（高齢女性である）わきまえを忘れてはいけないわ」と友人として忠告する。しかしその後家庭内のゴタゴタを経てマルタの夢を追う姿に感化され、自分の人生を見つめ直す。
ヴァルター・ヨースト
マルタの息子。村の教会の牧師で、日曜礼拝で村人たちに話（説教）をする。妻・ブレニにはやや尻に敷かれている。父の死から立ち直れていないマルタのことを気にかけており、時々彼女の自宅に訪れて様子を伺ったり、一緒に食事するなどしている。自宅で夕方頃に月に数回「聖書の会」という会合を開き、地元の信者たちを集め、講師としてキリストの教えを説いたり聖歌を一緒に歌うなどしている。マルタを心配してはいるが、父から受け継いだ雑貨店を「聖書の会」のための場所に使いたいと思っていることから、母に閉業を勧めている。人によって態度が変わり、マルタには強気な態度を見せるが、フリッツやブレニには気弱い態度を見せる。その後フリッツから圧力をかけられ、合唱祭の開催前にマルタに女性下着店を閉業するよう説得に当たる。
ブレニ・ヨースト
ヴァルターの妻。詳細は不明だが、普段はどこかで何かの講師の仕事をしている。義父（マルタの夫）が生前営んでいた店の今後どうするかを心配している。無愛想な性格で周りの人に冷たい言い方で話している。嫁の立場としてマルタには一応気を使っているが、あまり彼女のことを良く思っていない。夫がする「聖書の会」で自宅に他人が集まることを不満に思っている。
シャーリー・ビーグラー
リージの娘。年は50代前半ぐらい。美容院を営み、美容師として働く。独身だが、実はヴァルターと不倫関係にある。「聖書の会」に参加しているが、これはヴァルターに会う口実なため、心の中では会への参加を面倒に思っている。後日オープンしたマルタの女性下着店のお客さん第一号となる。マフィンやパイなどのお菓子作りが得意。
フリッツ・ビエリ
ハンニの息子。年は50代半ばぐらい。合唱団の指揮者・ハイリから「合唱団の旗の値段が11,000フランする」と聞いて高すぎるため、裁縫が得意なマルタに600フランで旗の新調を依頼する。携帯電話の着メロは、「カルメンの第1幕への前奏曲」。「地域民主党」に所属する地方議員と農家を兼業している。時々車で父の病院の送迎をしているが、往復3時間もかかるため自分の時間を取られることに不満を持っている。この数十年間、村で流通する食肉、牛乳、パンなどはビエリ家が供給してきた。政治活動では支持集めのため、周りに「我が党はお年寄りを大切にしている」と公言しているが、私生活では年老いた両親やマルタたちに威圧的に接している。作中の村で「党の地域リーダー」というものを担当しており、地元農家を周ったり、作中の合唱祭を取り仕切る。マルタの女性下着店について「いかがわしい」、「村の伝統に対する冒涜だ」などと感じている。
エルンスト・ビエリ
ハンニの夫。高齢のせいか足が不自由で車椅子生活を送っているが、それ以外の健康状態は良好で食欲もある。趣味はコイン収集で、自宅にいる時はコインを布でキレイに拭くなどしている。教会で行われる日曜礼拝にも参加しているが、牧師が祈りの言葉を述べている時に一人だけ居眠りをすることがある。時々診察のため、村から少し遠い場所にある病院に通っている。後日フリッツに勝手にルツェルンの施設への入所を申し込まれる。
シルビア・ビエリ
フリッツの妻。フリッツに似て村の伝統を重んじており、「マルタお婆さんが女性下着を作ったり店を開いたことは恥ずかしい」と思っている。
ナティ・ビエリ
フリッツの娘。年は高校生ぐらい。若いこともあって、マナーなどを指図してくるフリッツを口うるさく感じている。合唱祭では、日頃のフリッツへの鬱憤を晴らすように父のスピーチを邪魔し、自身と友人の2人でマルタが作った下着姿となり、壇上でモデルのようにウォーキングする。
ハイリ・Kummer
フリッツの友人。地元の男性だけで結成した「トルーベル男性合唱団」を率いており、自身は指揮を担当。冒頭で合唱団の旗がいつの間にかネズミにかじられていたことを知り、「こんな旗じゃ合唱祭に出られない」と嘆く。作中では、冒頭の教会のシーンや、その後の合唱祭で合唱団による「エメンタール地方の歌」を披露する。
ロティ・Kummer
ハイリの妻。マルタの雑貨店の常連客。「聖書の会」のメンバーの一人。後日オープンしたマルタの女性下着店では多くの女性が否定的なのに対し、自身は興味を持つものの「夫がフリッツの友人だから、入れないの」と申し訳無さそうにマルタに告げる。その後、マルタが作った合唱団の旗の依頼をフリッツが断った後、ハイリに頼まれて新しく旗を作る。
Herr・ロースリ
冒頭で、フリーダが暮らす老人ホームの入居者となる。ほどなくして洋服ブラシを借りに、フリーダの部屋を訪れたことで知り合い、以後彼女と交流を深める。老人ホームの講習のパソコン講座に参加しており、フリーダにインターネット上で物を売買する方法があることを教える。
Guido・ブルンナー
フリーダが暮らす高級老人ホームの職員。入居者のことを気にかけており、フリーダが無断で外出した時は「職員に外出することを告げて下さい」と告げたり、彼女に歌の講習に誘うなどしている。その後フリーダを通じて、下着が売れ始めて製作の手が必要になったマルタから講習の「刺繍コース」の受講者の協力を頼まれる。

## スタッフ
- 監督・原案：ベティナ・オベルリ
- 脚本：ザビーネ・ポッホハンマー、ベティナ・オベルリ
- プロデューサー：アルフィ・シニンガー
- 制作：オリヴィア・エシュガー
- 撮影：ステファン・クティ
- 美術：モニカ・ロットマイヤー
- 音楽：ルック・ツィメルマン、シュトゥーベムースィヒ・レヒシュタイナー
- 録音：マルク・フォン・シュトゥーラー
- 編集：ミヒャエル・シェーラー
- 衣裳デザイン：グレタ・ロドラー
- メイク：ミリア・ジェルマーノ、ジーン・コッター
- キャスティング：コリーナ・グラウス
- 後援：スイス大使館
- 提供：博報堂DYメディアパートナーズ、アルシネテラン
- 配給・宣伝：アルシネテラン

## 受賞ほか
海外
- 2006年度 - スイス観客動員数第1位
- 2007年 - スイス映画賞（Swiss Film Prize）主演女優ノミネート
- 2007年度 - アカデミー賞外国語映画賞 スイス代表作品

国内
- 2008年 - ミニシアターランキング洋画部門第1位獲得